# Amanti imperiali
Amanti imperiali (Kronprinz Rudolfs letzte Liebe) è un film del 1956 diretto da Rudolf Jugert.

## Trama
Magnifici e solenni, nella Vienna del 1889 si svolgono gli imponenti funerali del principe ereditario Rodolfo.
La storia torna indietro: rigida e fredda, Rodolfo soffre l'atmosfera della corte imperiale. Il principe ereditario cerca di sfuggire a quell'ambiente, allontanandosi anche dalla moglie Stefania. Sua cugina, la contessa Larisch, gli presenta la giovane e ingenua Maria Vetsera, figlia della baronessa Helene, una sua amica. La ragazza incanta il principe che se ne innamora. Vorrebbe sposarla ma, per farlo, deve sciogliere il vincolo che lo lega a Stefania. La sua richiesta di annullamento del matrimonio, presentata al papa, cade nel vuoto.
La depressione induce Rodolfo a una soluzione disperata: accompagnato dal fedele Bratfisch e dalla giovane amante, si reca nella residenza di Mayerling, deciso a porre fine alla propria vita. Maria gli è accanto. Bratfisch, dopo aver suonato un'ultima volta la cetra per il principe, si ritira e i due amanti restano soli, davanti alla morte.

## Produzione
Il film fu prodotto dalla Lux-Film e Sascha-Filmproduktion.

### Cast
- Lil Dagover (1887-1980) - Ricoprì il ruolo di Elisabetta di Baviera per la seconda volta nella sua carriera dopo Elisabeth von Österreich, un film del 1931 di Adolf Trotz, dove aveva avuto come partner Paul Otto.

## Distribuzione
Distribuito dalla Sascha Filmverleih, uscì nelle sale cinematografiche austriache con il titolo originale Kronprinz Rudolfs letzte Liebe. Nella Germania Ovest, venne proiettato per la prima volta il 28 febbraio 1956.